# Цинтя
Цинтя (рум. Țintea) — село у повіті Прахова в Румунії. Адміністративно підпорядковане місту Бейкой.
Село розташоване на відстані 67 км на північ від Бухареста, 14 км на північний захід від Плоєшті, 72 км на південь від Брашова.

## Населення
За даними перепису населення 2002 року у селі проживали 2986 осіб, усі — румуни. Усі жителі села рідною мовою назвали румунську.

## Відомі уродженці
- Адіна-Йоана Велян — єврокомісар із питань транспорту в комісії фон дер Ляєн